# Lola (automerk)
Lola was een Engelse fabrikant van raceauto's, opgericht in 1961 door Eric Broadley in Huntingdon, en in 2012 na een faillissement opgeheven.
Lola is bekend van het autoracen maar had ook een roeibootafdeling Lola Aylings. In 1997 werd Lola, na een onsuccesvol Formule 1-avontuur met Lola MasterCard, gekocht door Martin Birrane.

## Endurance-auto's

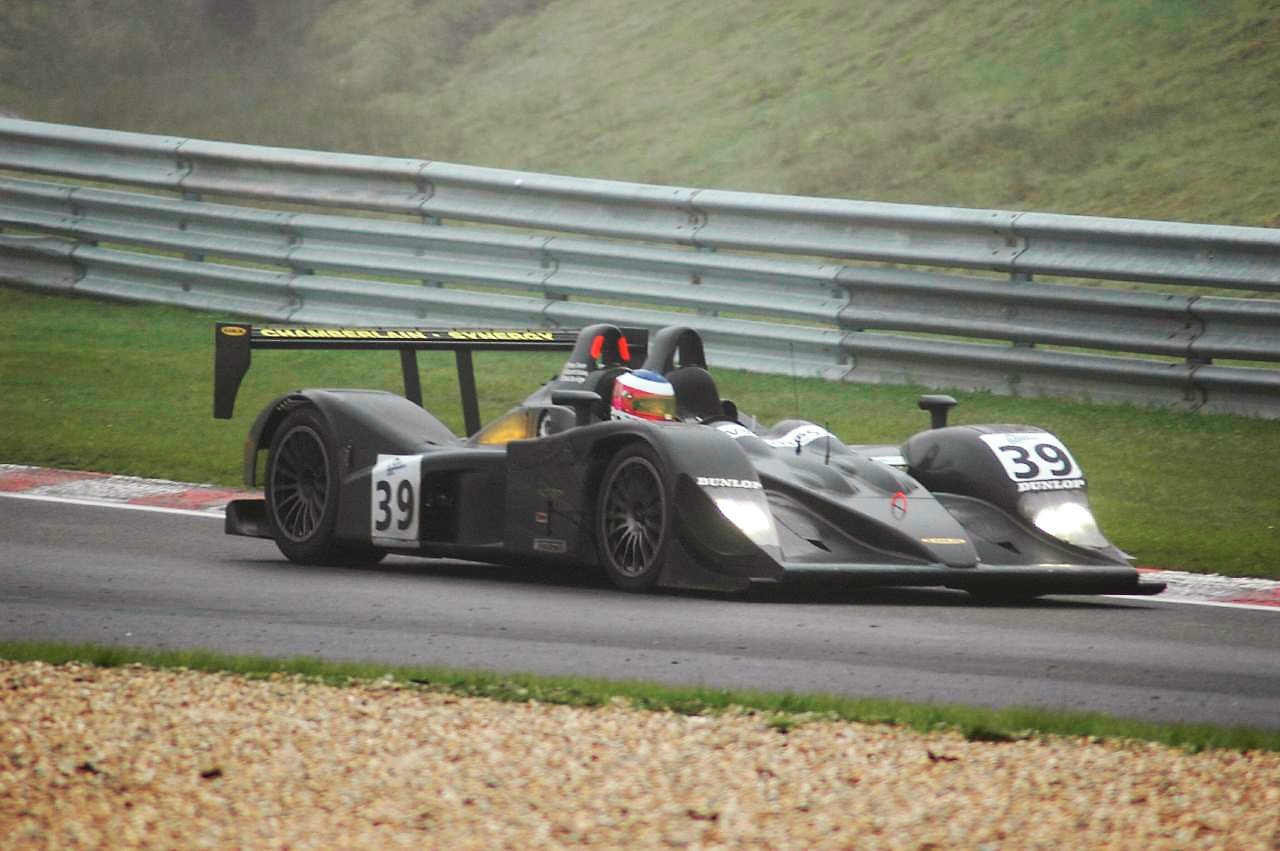
Lola B05/40

Lola maakt al vanaf de oprichting endurance-auto's. De Lola T70 was succesvol in het World Endurance Championship en in de Can-Am Series. In de jaren tachtig bouwde Lola auto's voor IMSA GTP. De auto's werden uitgerust met Cosworth-, Mazda- of Chevroletmotoren. De Lola B2K/10 haalde diverse overwinningen in de American Le Mans Series. De Lola B05/40 won die klasse in 2005 en 2006. Het Dyson Racingteam gebruikte de auto tijdens de 24 uur van Le Mans.

## Formule 1
Lola deed voor het eerst mee in 1962 met het Bowmaker-Yeoman Racing Team. De auto won de niet voor het wereldkampioenschap meetellende Grand Prix van Rome in 1963.
In 1967 hielp Lola Honda een raceauto te maken. De auto werd de Honda RA300 en werd de Hondola genoemd door de pers. De auto won de Italiaanse Grand Prix.
In 1985 bouwde Lola een auto voor het Haasteam met een Hartmotor. Toen het team financiële problemen had, werd het gekocht door Bernie Ecclestone.
In 1989 bouwde Lola een auto voor het Larousse-Camelsteam. In 1989 kwam daar een Lamborghinimotor in. Ze haalden wat punten met de coureurs Éric Bernard en Aguri Suzuki. Omdat ze erover gelogen hadden wie de auto gemaakt had, werden in 1990 al hun punten afgenomen.
Het Scuderia Italia-team vroeg Lola een auto te bouwen die beter was dan de Dallara die ze in de voorgaande jaren hadden. Ze werden voorzien van Scuderia Ferrari-motoren. Omdat het slecht ging, trok het team zich terug uit de Formule 1 voor het einde van het seizoen.
In 2009 schreef Lola zich in voor het Formule 1-kampioenschap van 2010. Lola wilde deelnemen aan het kampioenschap toen de nieuwe regels in de Formule 1 het mogelijk maakten om met een beperkt budget deel te nemen aan het kampioenschap. Het lukte uiteindelijk echter niet deel te nemen.

## Andere formules
Het bedrijf heeft ook auto's gebouwd voor de ChampCar waarmee Arie Luyendyk de Indianapolis 500 won. Ze bouwen tegenwoordig nog steeds auto's voor de Formule Ford en Formule Atlantic. Lola bouwde bovendien auto's voor de Formule 3. Het heeft ook auto's gemaakt voor de A1GP en de Formule Nippon. De auto's die uit de A1GP afkomstig zijn, worden tegenwoordig gebruikt in de AutoGP, een Europese klasse met een overwicht aan Italiaanse races geëvolueerd uit de Euroseries 3000 waar in 2009 ook de ex-A1GP-wagens toegestaan werden.